# Flacey (Eure-et-Loir)
Flacey ist eine französische Gemeinde mit 212 Einwohnern (Stand: 1. Januar 2022) im Département Eure-et-Loir in der Region Centre-Val de Loire; sie gehört zum Arrondissement Châteaudun und zum Kanton Châteaudun.

## Geographie
Flacey liegt etwa acht Kilometer nordnordöstlich des Stadtzentrums von Châteaudun. Umgeben wird Flacey von den Nachbargemeinden Montharville im Norden, Bonneval im Nordosten, Saint-Christophe im Osten und Südosten, Marboué im Süden und Südwesten sowie Dangeau im Nordwesten.

## Bevölkerungsentwicklung
| Jahr                       | 1962 | 1968 | 1975 | 1982 | 1990 | 1999 | 2006 | 2013 | 2020 |
| Einwohner                  | 197  | 161  | 158  | 184  | 202  | 193  | 206  | 216  | 207  |
| Quellen: Cassini und INSEE |      |      |      |      |      |      |      |      |      |

## Sehenswürdigkeiten

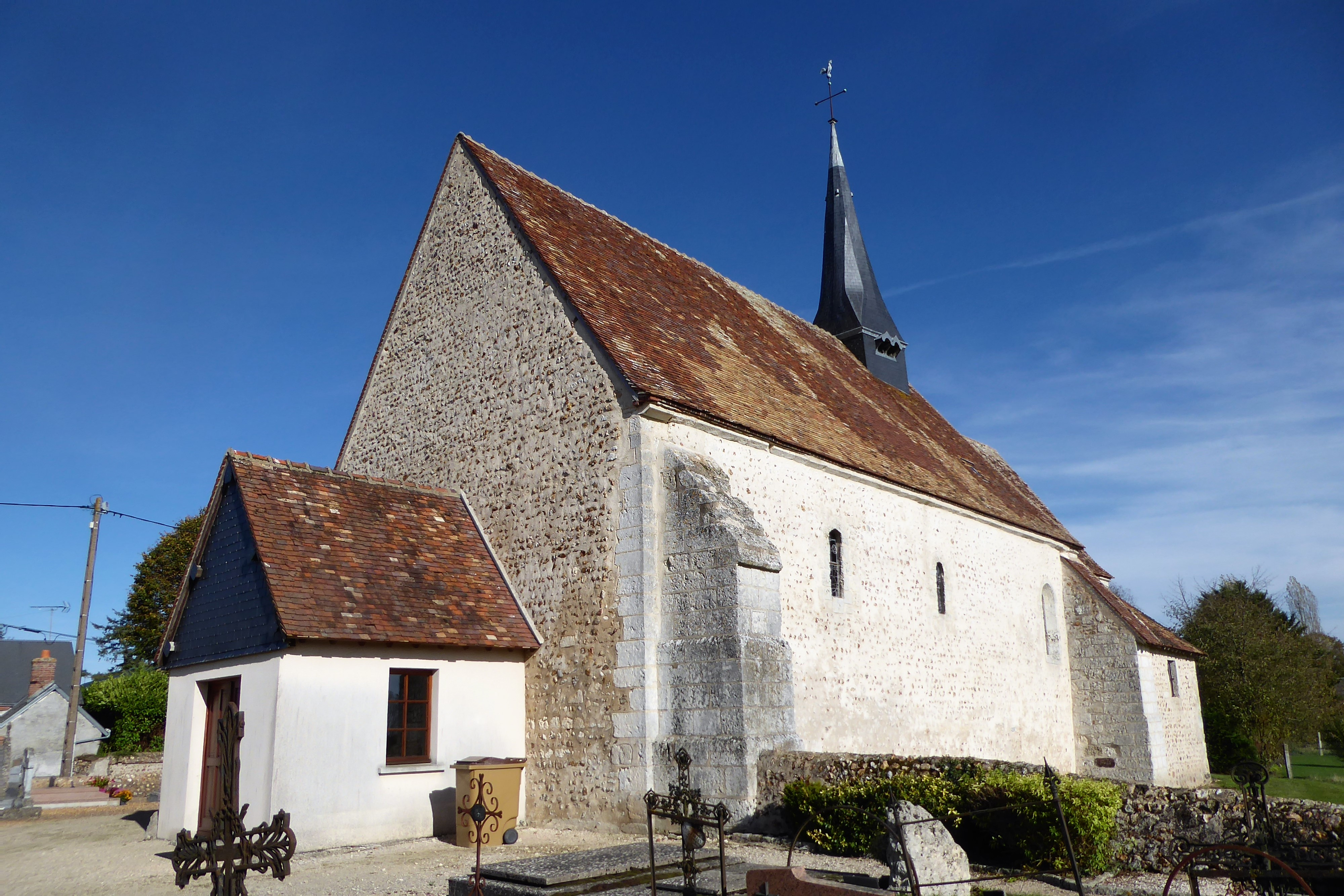
Kirche Saint-Lubin

- Kirche Saint-Lubin
- Schloss Moresville, 1716 erbaut